# Mikojan-Goerevitsj MiG-33
De Mikojan-Goerevitsj MiG-33 (Russisch: МиГ-33) (NAVO-codenaam: Fulcrum) is een gemoderniseerde
variant van het MiG-29-gevechtsvliegtuig. Het werd
in de Sovjet-Unie ontworpen door het ontwerpbureau Mikojan.
Dat het toestel een andere destinatie dan MiG-29 kreeg zou om marketingredenen
zijn gebeurd, maar dit is nooit officieel bevestigd. De toestellen werden constant
aangepast en verbeterd. Momenteel dragen ze toch de naam MiG-29M.

## Geschiedenis
De MiG-33 was voor het eerst te zien in 1994. Het was een modernisatie van de MiG-29
uit de jaren 1980. De modernisering moest het toestel multi-inzetbaar
maken met verbeterde lucht- en grondaanvalscapaciteiten en een verbeterd gebruik van
precisiewapens. Het vliegbereik moest ook een stuk groter worden door de interne
brandstoftanks te vergroten. De cockpitinteractie moest verbeteren en er moest ook
modernere uitrusting geïnstalleerd worden. Uiterlijk bleven de wijzigingen beperkt tot
de luchtinlaten en het toevoegen van ophangpunten voor munitie. Met negen dergelijke
punten kan de MiG-33 4,5 ton aan bommen en/of raketten meedragen.